# Edwige Lemoine
Pour les articles homonymes, voir Lemoine.
Edwige Lemoine, née le 29 décembre 1973, est une comédienne française spécialisée dans le doublage. Elle est la voix régulière de Rachel Brosnahan, Maggie Grace, Lady Gaga, Margaret Qualley, Busy Philipps, Ashley Greene, Rebel Wilson et Danielle Panabaker.

## Biographie
À huit ans, Edwige commence le piano.
À seize ans, elle obtient au conservatoire de Saint-Maur-des-Fossés, une médaille d’or à l’unanimité du jury en piano, en accompagnement ainsi qu’en musique de chambre. Un an plus tard, elle décrochera son premier prix d’excellence.
Elle suivra les cours de Marie-Paule Siruguet couronnés par un premier prix du Conservatoire National de Région de Boulogne. Elle entre au Conservatoire National Supérieur de Musique de Paris dans la classe de Bruno Rigutto où elle obtiendra ses prix de piano et de musique de chambre.
Passionnée de théâtre, elle prend des cours d’art dramatique auprès de Colette Briche et Georges Werler. Elle obtient un premier prix en 1994 et monte sur scène au sein de la troupe « Les comédiens de l’Orme ». Depuis, elle mène une carrière de comédienne et de pianiste, alternant concerts, doublage et théâtre. Elle a joué dans La sœur de Mozart de Loïc Pichon au Théâtre du Ranelagh et au Lucernaire dans Adèle a ses raisons, de Jacques Hadjaje.
Elle est la sœur du comédien Christophe Lemoine, avec qui elle a participé en 2012 au clip La Superbe Cinquantaine, chanson dédiée au comédien Vincent Ropion, qui venait de fêter ses 50 ans quelques semaines plus tôt

## Doublage
Sources : RS Doublage, Doublage Séries Database, AlloDoublage, Planète Jeunesse, La Tour des Héros et Anime News Network

### Cinéma

#### Films
- Ashley Greene dans (13 films) :
  - Twilight, chapitre I : Fascination (2008) : Alice Cullen
  - Twilight, chapitre II : Tentation (2009) : Alice Cullen
  - Summer's Blood (2009) : Summer Matthews
  - Twilight, chapitre III : Hésitation (2010) : Alice Cullen
  - Twilight, chapitre IV : Révélation, 1re partie (2011) : Alice Cullen
  - Butter (2011) : Kathleen Pickler
  - Twilight, chapitre V : Révélation, 2e partie (2012) : Alice Cullen
  - LOL USA (2012) : Ashley
  - Dernier été à Staten Island (en) (2015) : Krystal Manicucci
  - Les Insoumis (2016) : Alice
  - Aftermath (2021) : Natalie Dadich
  - One Shot (2021) : Zoe Anderson
  - Wrong Place (en) (2022) : Chloe Richards

- Rebel Wilson dans (10 films) :
  - Bachelorette (2012) : Becky
  - Ce qui vous attend si vous attendez un enfant (2012) : Janice
  - No Pain No Gain (2013) : Robin Peck
  - Grimsby : Agent trop spécial (2016) : Lindsey
  - Isn't It Romantic (2019) : Nathalie
  - Le Coup du siècle (2019) : Penny Rust
  - Cats (2019) : Jennyanydots
  - Senior Year (2022) : Stephanie Conway
  - Jack Whitehall : Mission Noël (en) (2024) : Rebel Wilson
  - Bride Hard (en) (2025) : Sam

- Lady Gaga dans (4 films) :
  - Machete Kills (2013) :  La Chameleón
  - Sin City : J'ai tué pour elle (2014) : Bertha, la serveuse
  - A Star Is Born (2018) : Ally
  - Joker : Folie à deux (2024) : Harleen Quinzel / Harley Quinn

- Lauren Lapkus dans (4 films) :
  - Opening Night (en) (2016) : Alex Bean
  - Entre deux fougères, le film (2019) : Carol
  - The Wrong Missy (2020) : « Missy »
  - Le Mauvais Esprit d'Halloween (2022) : la maire Tammy

- Maggie Grace dans :
  - Une fille à la page (2007) : Chloé
  - Lettre ouverte à Jane Austen (2007) : Allegra
  - The Experiment (2010) : Bay

- Jessica Capshaw dans :
  - Mortelle Saint-Valentin (2001) : Dorothy Wheeler
  - Minority Report (2002) : Evanna

- Eva Amurri dans :
  - Sex fans des sixties (2002) : Ginger Kingsley
  - Crazy Dad (2012) : Mary McGarricle jeune

- Anja Sommavilla (de) dans :
  - Bibi Blocksberg, l'apprentie sorcière (2002) : Schubia
  - Bibi Blocksberg et le Secret des chouettes bleues (2004) : Schubia

- Kelli Garner dans :
  - Garde rapprochée (2005) : Barbara Thompson
  - Âge difficile obscur (2005) : Rebecca

- Vanessa Lengies dans :
  - Service non compris (2005) : Natasha
  - Stick It (2006) : Joanne Charis

- Kerry Condon dans :
  - Danny the Dog (2005) : Victoria
  - This Must Be the Place (2011) : Rachel

- Lucy Punch dans :
  - Broadway Therapy (2014) : Kandi
  - Avoue, Fletch (2022) : Tatiana Tasserly

- Mindy Kaling dans :
  - The Night Before (2015) : Sarah
  - Un raccourci dans le temps (2018) : Mme Qui

- Kristen Schaal dans :
  - Randonneurs amateurs (2015) : Mary Ellen
  - Mon espion 2 : Mission Italie (2024) : Bobbi

- Sarah Baker dans :
  - Mascots (2016) : Mindy
  - Mère incontrôlable à la fac (2018) : Gildred

- Margaret Qualley dans :
  - Seberg (2019) : Linette
  - Soumission (2022) : Rebecca

- Rachel Brosnahan dans :
  - I'm Your Woman (2020) : Jean
  - The Amateur (2025) : Sarah Horowitz

- 1939[n 1] : Pacific Express : Mollie Monahan (Barbara Stanwyck)
- 1955 : Les Rats : Anna John (Heidemarie Hatheyer)
- 1977[n 2] : L'Exorciste 2 : L'Hérétique : Regan MacNeil (Linda Blair)
- 1997 : Spice World, le film : Melanie C (Melanie Chisholm)
- 1998 : Dix Bonnes Raisons de te larguer : Bianca Stratford (Larisa Oleynik)
- 1999 : Liberty Heights : Sylvia (Rebekah Johnson)
- 2001 : La Gardienne des secrets : Laurel (RuDee Lipscomb)
- 2001 : Harry Potter à l'école des sorciers : Lee Jordan (Luke Youngblood)
- 2002 : La Reine des damnés : Jessica « Jesse » Reeves (Marguerite Moreau)
- 2003 : Les Associés : Angela (Alison Lohman)
- 2004 : Rock Academy : Patty Di Marco, la petite amie de Ned (Sarah Silverman)
- 2004 : J'adore Huckabees : Heather (Isla Fisher)
- 2004 : Shall We Dance? : Jenna Clark (Tamara Hope)
- 2005 : La Coccinelle revient : Charisma (Jill Ritchie)
- 2005 : Orgueil et Préjugés : Mary Bennet (Talulah Riley)
- 2005 : La Mort en ligne 2 : Madoka Uchiyama (Chisun)
- 2005 : A History of Violence : Judy Danvers (Sumela Kay (de))
- 2005 : The Great Yokai War : Agi (Chiaki Kuriyama)
- 2006 : Voisin contre voisin : Emily Hall (Sabrina Aldridge)
- 2006 : L'Incroyable Destin de Harold Crick : Ana Pascal (Maggie Gyllenhaal)
- 2006 : Zombies : Lisa (Julie Rogers)
- 2006 : Vol 93 : elle-même (Shawna Fox)
- 2007 : Les Quatre Fantastiques et le Surfer d'argent : Julie Angel (Vanessa Lachey)
- 2008 : Taken : Amanda Wilson, l'amie de Kim (Katie Cassidy)
- 2008 : Tout... sauf en famille : Susan (Katy Mixon)
- 2008 : Marley et moi : la standardiste du journal [Qui ?]
- 2009 : Vendredi 13 : Jenna (Danielle Panabaker)
- 2009 : Hierro : Maria (Elena Anaya)
- 2009 : Hanté par ses ex : Melanie (Noureen DeWulf)
- 2010 : Mords-moi sans hésitation : Iris (Kelsey Ford)
- 2010 : Les Meilleurs Amis : Weesie (Rebecca Lawrence Levy)
- 2010 : Tucker et Dale fightent le mal : Chloé (Chelan Simmons)
- 2011 : Black Swan : Veronica (Ksenia Solo)
- 2011 : Crazy, Stupid, Love : Madison (Julianna Guill)
- 2011 : La Couleur des sentiments : Jolene French (Anna Camp)
- 2011 : Limitless : Melissa Gant (Anna Friel)
- 2011 : Bucky Larson : Super star du X : Kathy McGee (Christina Ricci)
- 2011 : Comme Cendrillon : Il était une chanson : Beverly « Bev » Van Ravensway (Megan Park)
- 2012 : American Pie 4 : Mia (Katrina Bowden)
- 2014 : Blackout total : Denise (Sarah Wright)
- 2015 : Freaks of Nature : Petra (Mackenzie Davis)
- 2015 : Manuel de survie à l'apocalypse zombie : Chloé (Niki Koss)
- 2015 : Ana Maria in Novela Land : Laura Diaz (Carla Morrison)
- 2016 : X-Men : Apocalypse : Jubilé (Lana Condor)
- 2016 : Joyeux Bordel ! : ? (?)
- 2016 : The Intervention : Annie (Melanie Lynskey)
- 2016 : The Revenge : Abbie (Amanda Schull)
- 2017 : Hangman : Dr Abby Westlin (Sloane Warren)
- 2017 : Goon: Last of the Enforcers : Mary (Elisha Cuthbert)
- 2017 : Song to Song : Lyyke Li (Lykke Li)
- 2018 : Peppermint : Peg (Pell James (en))
- 2018 : Ma vie après toi : Laura [Qui ?]
- 2018 : Kursk : Marina (Eva Van Der Gucht)
- 2018 : Mère incontrôlable à la fac : Christina Aguilera (Christina Aguilera)
- 2018 : Moi, belle et jolie : Jane (Busy Philipps)
- 2019 : Une catastrophe n'arrive jamais seule (es) : Débora (Paula Malia)
- 2019 : Last Christmas : Jenna (Ritu Arya)
- 2019 : DJ Cendrillon (pt) : Helena Dorella (Elisa Pinheiro (pt))
- 2020 : Birds of Prey et la fantabuleuse histoire de Harley Quinn : Erika (Bojana Novakovic)
- 2020 : Et encore un joyeux Noël ! (pt) : Marcia (Danielle Winits)
- 2021 : Fou de toi : Marta (Aixa Villagrán)
- 2021 : Free Guy : Piper (Piper Acord)
- 2021 : Out of Death : Billie Jean (Lala Kent)
- 2022 : La Bulle : Anika (Maria Bakalova)
- 2022 : Madea : Retour en fanfare : Sylvia (Geneva Maccarone)
- 2022 : Les Crimes du futur : Dani Router (Nadia Litz (en))
- 2022 : Decision to Leave : Yeon-soo (Kim Shin-young (en))
- 2022 : Il était une fois 2 : Ruby (Jayma Mays)
- 2022 : The Reef 2 : Traquées (en) : Nic (Teressa Liane)
- 2022 : Father of the Bride : Natalie Vance (Chloe Fineman)
- 2023 : Reines en fuite (en) : Famela (Paola Nuñez)
- 2023 : Excroissance : Esther (Kausar Mohammed (en))
- 2023 : The Beanie Bubble (en) : Linda (Callie Johnson)
- 2023 : Un jour et demi : Louise Brehmer (Alma Pöysti)
- 2023 : Flora and Son (en) : Kathy (Marcella Plunkett)
- 2023 : Séminaire (sv) : Nadja (Bahar Pars)
- 2024 : Mufasa : Le Roi lion : ? (?)
- 2024 : Love in 39 Degrees : Hale (Özlem Zeynep Dinsel (tr))
- 2025 : Freaky Friday 2 : Encore dans la peau de ma mère : Mme Jen, la diseuse de bonne aventure (Vanessa Bayer)

#### Films d'animation
- 2005 : Barbie Fairytopia : Dahlia
- 2005 : L'Incroyable Histoire de Stewie Griffin : Vanessa Griffin, la femme de Chris
- 2006 : Le Journal de Barbie : Barbie
- 2006 : Monster House : Elizabeth "Zee"
- 2006 : Frère des ours 2 : Kata
- 2006 : Charlotte aux fraises : Le Jardin des rêves : Fleur d'oranger
- 2008 : La Fée Clochette : Rosélia, la fée des jardins
- 2009[9] : Green Lantern : Le Complot : Carol Ferris, Arisia Rrab
- 2009 : Clochette et la Pierre de lune : Rosélia
- 2010 : Clochette et l'Expédition féerique : Rosélia
- 2011 : Green Lantern : Les Chevaliers de l'Émeraude : Arisia et Ree'Yu
- 2011 : Clochette et le Tournoi des fées : Rosélia
- 2011 : Mini Buzz : Roxy Boxy (court-métrage)
- 2012 : Clochette et le Secret des fées : Rosélia
- 2013 : Lego Batman, le film : Unité des super héros : Poison Ivy, Vicki Vale et voix additionnelles
- 2013 : Monstres Academy : Claire Weeler
- 2014 : Clochette et la Fée pirate : Rosélia
- 2014 : Clochette et la Créature légendaire : Rosélia
- 2015 : Le Voyage d'Arlo : Ramsey
- 2016 : L'Âge de glace : Les Lois de l'Univers : Francine
- 2017 : Lego Ninjago, le film : le général Olivia
- 2018 : Scooby-Doo et Batman : L'Alliance des héros : Poison Ivy et la serveuse
- 2019 : Angry Birds : Copains comme cochons : Silver
- 2019[10] : Pauvre Toutou ! : Claire
- 2020 : Phinéas et Ferb, le film : Candice face à l'univers : Stacy
- 2020 : Voyage vers la Lune : tante Mei
- 2020 : Loin de moi, près de toi : Miki Saito
- 2020 : Les 5 esprits : La légende de La Reine des Neiges 2 : Brittney Lee (court-métrage)
- 2021 : Princesse Dragon : Mimi (création de voix)
- 2021 : Retour au bercail : Zoé[11]
- 2023 : Lupin III vs. Cat's Eye : Tamara
- 2023 : Les Trolls 3 : Velvet[12]
- 2024 : Thelma la licorne : voix additionnelles

### Télévision

#### Téléfilms
- Danielle Kind dans : 
  - Les Deux Visages de Christie (2007) : Christie Colton
  - Telle mère, telle fille (2007) : Emily
  - Secrets inavouables (2008) : Danni
- 1999 : Johnny Tsunami (en) : Emily Pritchard (Kirsten Storms)
- 2002 : Nancy Drew, journaliste-détective : Bess Marvin (Jill Ritchie)
- 2004 : L'Anneau sacré : Kriemhild (Alicia Witt)
- 2004 : À la dérive : Becca White (Megan Park)
- 2010 : Il suffit d'un premier pas : Ivy (Katharine Isabelle)
- 2011 : Mademoiselle Noël : Annie Noël (Maria Thayer)
- 2014 : Un œil sur mon bébé : Paula (Tammy Gillis (en))
- 2014 : Une passion 3 étoiles : Lauren (Danielle Panabaker)
- 2014 : La Vie secrète d'une mère célibataire : ? (?)
- 2014 : Neuf vies pour Noël : Jaclyn (Stephanie Bennett)
- 2016 : Coup de foudre à Harvest Moon : Jennifer (Jessy Schram)
- 2016 : Grease: Live ! : Frenchy (Carly Rae Jepsen)
- 2016 : Une amitié contre les préjugés : Violet (Maggie Grace)
- 2016 : La Vie des sœurs Brontë : Charlotte Brontë (Finn Atkins (en))
- 2019 : Une voix d'or pour Noël : Candice (Tamsen Glaser)
- 2020 : Un Noël plein de charme : Holly Hayes (Ashley Greene)

#### Téléfilm d'animation
- 2023 : South Park: Joining the Panderverse (en) : Butters femme

#### Séries télévisées
- Sarah Baker dans (7 séries) :
  - Modern Family (2012-2018) : Shirl Chambers (3 épisodes)
  - Big Little Lies (2017) : Thea Cunningham (saison 1)
  - Philip K. Dick's Electric Dreams (2017) : Maggie Noyce (épisode 10)
  - Graves (2017) : Becky Keegan (saison 2, épisodes 4 et 8)
  - Young Sheldon (2017-2024) : Sheryl Hutchins
  - Santa Clarita Diet (2018) : Ruby (saison 2, épisode 9)
  - La Méthode Kominsky (2018-2021) : Mindy Kominsky (22 épisodes)

- Busy Philipps dans (6 séries) :
  - Urgences (2006-2007) : Hope Bobeck (14 épisodes)
  - How I Met Your Mother (2007) : Rachel (saison 3, épisode 3)
  - Cougar Town (2009-2015) : Laurie Keller (102 épisodes)
  - Vice Principals (2016-2017) : Gale Liptrapp (14 épisodes)
  - The Odd Couple (2017) : Natasha (saison 3, épisode 10)
  - The Affair (2019) : Busy Phillips (saison 5, épisode 9)

- Danielle Panabaker dans (6 séries) :
  - Shark (2006-2008) : Julie Stark (38 épisodes)
  - Grimm (2012) : Ariel Eberhart (saison 1, épisode 14)
  - Bones (2012-2013) : l'agent spécial du FBI Olivia Sparling (saison 8, épisodes 3 et 15)
  - The Glades (2013) : Holly Harper (saison 4, épisode 12)
  - Justified (2014) : Penny (saison 5)
  - Arrow (2014-2015) : Caitlin Snow / Killer Frost (1re voix, 3 épisodes)

- Erin Darke dans (4 séries) :
  - Good Girls Revolt (2015-2016) : Cindy Reston (10 épisodes)
  - Homeland (2017) : Nicki (saison 6, épisode 10)
  - Dietland (en) (2018) : Leeta (10 épisodes)
  - FBI (2019) : Laura Russo (saison 2, épisode 5)

- Allison Mack dans :
  - Smallville (2001-2011) : Chloe Sullivan (205 épisodes)
  - Aux portes du cauchemar (2002) : Charlotte Scott (épisodes 12 et 13)
  - American Odyssey (2015) : Julia (4 épisodes)

- Tamara Hope dans :
  - Guenièvre Jones (2002) : Reine Guenièvre (26 épisodes)
  - Les Enquêtes de Murdoch (2008-2015) : Edna Brooks (10 épisodes)
  - Le Transporteur (2014) : Alice (saison 2, épisode 11)

- Sara Ramirez dans :
  - Grey's Anatomy (2006-2016) : Dr Callie Torres (241 épisodes)
  - Madam Secretary (2017-2019) : Kat Sandoval (36 épisodes)
  - And Just Like That... (depuis 2021) : Che Diaz

- Priscilla Faia dans :
  - Rookie Blue (2013-2015) : Chloe Price (34 épisodes)
  - Motive (2016) : Lori Schultz (saison 4, épisode 1)
  - Toi, moi et elle (2016-2020) : Isabelle « Izzy » Silva (50 épisodes)

- Dena Tyler dans :
  - Bull (2016-2017) : Liberty Davis (saison 1)
  - The Path (2018) : Claudia (saison 3)
  - NCIS : Nouvelle-Orléans (2021) : Claire Hogan (saison 7, épisode 9)

- Mary Wiseman dans :
  - Star Trek: Discovery (2017-2024) : le lieutenant Sylvia Tilly (57 épisodes)
  - Room 104 (2018) : Josie (saison 2, épisode 12)
  - Baskets (2017-2019) : Trinity (5 épisodes)

- Ophelia Lovibond dans :
  - Feel Good (2020) : Binky (saison 1)
  - This England (2022) : Carrie Symonds (mini-série)
  - Minx (2022-2023) : Joyce Prigger (18 épisodes)

- Meagan Good dans :
  - Cousin Skeeter (1998-2001) : Nina (52 épisodes)
  - Un père peut en cacher un autre (en) (2001-2002) : Katie (7 épisodes)

- Emily Bergl dans :
  - Gilmore Girls (2001-2003) : Francie Jarvis (4 épisodes)
  - Gilmore Girls : Une nouvelle année (2016) : Francie Jarvis (mini-série)

- Alexis Thorpe dans :
  - Les Feux de l'amour (2000-2002) : Rianna Miner (12 épisodes)
  - Des jours et des vies (2002-2005) : Cassie Brady (231 épisodes)

- Amy Davidson dans :
  - Totalement jumelles (2002) : Cammie Morton (8 épisodes)
  - Ghost Whisperer (2009) : Dana Mayhew (saison 5, épisode 6)

- Kristen Miller dans :
  - Spy Girls (2002-2004) : D.D. Cummings (40 épisodes)
  - The Glades (2013) : Lisa Schultz (saison 4, épisode 4)

- Mena Suvari dans :
  - Six Feet Under (2004) : Edie (saison 4)
  - Chicago Fire (2013) : Isabella (saison 2)

- Maggie Grace dans : 
  - Lost : Les Disparus (2004-2010) : Shannon Rutherford (35 épisodes)
  - Californication (2013) : Faith (saison 6)

- Jeanette Brox dans : 
  - Ghost Whisperer (2005) : Sybil Vale (saison 1, épisode 6)
  - Saved (2006) : Lexi (3 épisodes)

- Nikki Reed dans :
  - Newport Beach (2006) : Sadie Campbell (saison 3)
  - Sleepy Hollow (2015-2016) : Betsy Ross (18 épisodes)

- Elizabeth Hendrickson dans :
  - Les Feux de l'amour (depuis 2008) : Chloe Mitchell (950 épisodes - en cours)
  - Casual (2016) : Cora (saison 2)

- Eva Amurri dans : 
  - Californication (2009) : Jackie (saison 3)
  - New Girl (2011-2013) : Beth (saison 1, épisode 8 et saison 3, épisode 2)

- Natasha Leggero (en) dans :
  - Burning Love (en) (2012-2013) : Haley (17 épisodes)
  - Modern Family (2015) : Dana (saison 6, épisode 15)

- Brittany Allen dans :
  - Defiance (2013) : Tirra (saison 1)
  - Warehouse 13 (2014) : Laura Roth (saison 5, épisode 6)

- Meryl Hathaway dans :
  - Mon comeback (2014) : Andie Tate (épisodes 5 et 6)
  - The Good Place (2016-2020) : Brittany (5 épisodes)

- Mageina Tovah dans :
  - Murder (2015) : Jolene Samuels (saison 1, épisode 13)
  - The Magicians (2016-2020) : Zelda Schiff (24 épisodes)

- Lio Tipton dans :
  - Limitless (2015) : Shauna (épisode 3)
  - Why Women Kill (2019) : Mary Vlasin (saison 1)

- Melanie Lynskey dans :
  - Togetherness (2015-2016) : Michelle Pierson (16 épisodes)
  - The Last of Us (2023) : Kathleen Coghlan (saison 1, épisodes 4 et 5)

- Susannah Flood dans :
  - New York, unité spéciale (2015 / 2020) : Sarah Keller (saison 16, épisode 14 et saison 21, épisode 19)
  - For the People (2018-2019) : Kate Littlejohn (20 épisodes)

- Hannah Barefoot dans :
  - Flynn Carson et les Nouveaux Aventuriers (2016) : la scientifique Kelly Nelson (saison 3, épisode 2)
  - NCIS : Enquêtes spéciales (2016) : Haley Chase (saison 14, épisode 10)

- Maria Thayer dans : 
  - The Mindy Project (2016) : Courtney (saison 4)
  - Brooklyn Nine-Nine (2017) : Jean Munhroe (saison 5, épisode 6)

- Megan Hutchings dans :
  - Reign : Le Destin d'une reine (2017) : Jane (saison 4)
  - Hudson et Rex (2019) : Willow Demski (saison 2, épisode 3)

- Jessalyn Wanlim (en) dans :
  - Workin' Moms (2017-2023) : Jenny Matthews (49 épisodes)
  - La Meneuse (2025) : Bituin

- Christine Renee Miller dans :
  - Blue Bloods (2018) : April Watkins (saison 9, épisodes 6 et 7)
  - For Life (2020) : Jessie Hinkler (saison 1)

- Kathryn Hahn dans :
  - WandaVision (2021) : Agnes / Agatha Harkness (mini-série)
  - Agatha All Along (2024) : Agatha Harkness / Agnes O'Connor (mini-série)

- Kristen Schaal dans :
  - Le Mystérieux Cercle Benedict (2021-2022) : Numéro Deux (16 épisodes)
  - Les Muppets Rock (en) (2023) : Jenny Henderson (épisode 10)

- Ashley Park dans :
  - Girls5eva (2021-2022) : Ashley (9 épisodes)
  - Only Murders in the Building (2023) : Kimber (saison 3)

- Dove Cameron dans :
  - Schmigadoon! (2021-2023) : Betsy (12 épisodes)
  - La Folle Histoire du monde 2 (2023) : la princesse Anastasia Romanov (mini-série)

- 1996 : New York, police judiciaire : Jaime (Jennifer Garner) (saison 6, épisode 23)
- 1998-1999 : Kenan et Kel : Sharla Morrison (Alexis Fields) (14 épisodes)
- 1999-2004 : Des jours et des vies : Jan Spears (Heather Lauren Olson (af))
- 2000 : Nash Bridges : Marnie Loper (Connie Hall) (saison 6, épisode 9)
- 2000-2001 : Urgences : Kynesha (Toy Connor) (saison 7)
- 2000-2001 : Tucker : McKenna Reid (Alison Lohman) (13 épisodes)
- 2000-2003 : Sabrina, l'apprentie sorcière : Roxie King (Soleil Moon Frye) (66 épisodes)
- 2001 : Aux portes du cauchemar : Laura (Shanie Calahan) (épisode 9)
- 2001-2002 : Les Années campus : Lizzy Exley (Carla Gallo) (18 épisodes)
- 2001-2003 : Boston Public : Brooke Harper (China Shavers (en)) (27 épisodes)
- 2002-2005 : Sue Thomas, l'œil du FBI : Tara Williams (Tara Samuel) (56 épisodes)
- 2003 : Nip/Tuck : Vanessa Bartholomew (Kate Mara) (saison 1)
- 2003 : Méthode Zoé : Penny (Carolyn Taylor (en)) (saison 1, épisodes 4 et 7)
- 2003 : The Shield : la femme enceinte (Seidy López (en)) (saison 2, épisode 10), Taniesha (Wanya Green) (saison 3, épisode 10), voix de la messagerie ( ? ) (saison 3, épisode 12)
- 2003-2007[13] : According to Jim : Cindy Devlin (Cynthia Stevenson) (4 épisodes)
- 2004 : Stargate SG-1 : Kar'yn (Mercedes de la Zerda) (saison 8, épisode 9)
- 2004 : Kingdom Hospital : Christa (Jennifer Cunningham) (13 épisodes)
- 2004 : Les Sauvages : Erin (Kaley Cuoco) (épisode 7)
- 2004 : Cold Case : Affaires classées : Elisa (Marisol Nichols) (5 épisodes)
- 2004-2006 : 15/A : Adena Stiles (Meaghan Rath) (47 épisodes)
- 2004-2016 : New York, unité spéciale : Tandi McCain (Amanda Seyfried) (saison 6, épisode 5), Lindsay Bennett (Colby Minifie) (saison 14, épisode 20), Bella Carisi (Marin Ireland) (saison 16, épisode 17) et Gigi Danson (Rachael Emrich) (saison 17, épisode 21)
- 2005 : Power Rangers : Super Police Delta : Elizabeth « Z » Delgado / Ranger SPD Jaune (Monica May) (38 épisodes)
- 2005 : Supernatural : Amanda Walker (Jaime Ray Newman) (saison 1, épisode 4)
- 2005-2007 : Rome : Lyde (Esther Hall (en)) (13 épisodes)
- 2005-2008 : Wildfire : Danielle Davis (Nicole Tubiola (en)) (51 épisodes)
- 2006 : Phénomène Raven : Nikki Logan (Brooke Lyons) (saison 4, épisode 4)
- 2006 : Deadwood : Claudia (Cynthia Ettinger) (10 épisodes)
- 2006-2007 : Sept à la maison : Jane (Sarah Wright) (saison 11)
- 2006-2009 : Kyle XY : Hillary Shepard (Chelan Simmons) (26 épisodes)
- 2006-2010 : Dr House : Hannah (Jayma Mays) (saison 2, épisode 18), Irene (Azura Skye) (saison 4, épisode 4), Becca (Vanessa Zima) (saison 5, épisode 6) et Sidney Merrick (Zoe McLellan) (saison 6, épisode 21)
- 2006-2010 : Ghost Whisperer : Lane Fowler (Lindy Booth) (saison 2, épisode 7), Rachel Fordham (Mae Whitman) (saison 3, épisode 2) et Kelly Ferguson (Erin Cahill) (saison 5, épisode 19)
- 2007 : Tell Me You Love Me : Mason (Katharine Towne) (9 épisodes)
- 2007-2008 : Big Shots : Cameron Collinsworth (Peyton List) (11 épisodes)
- 2007-2008 : Les Sorciers de Waverly Place : Gertrude « Gigi » Hollingsworth (Skyler Samuels) (saison 1, épisodes 1 et 7 puis saison 2, épisode 3)
- 2007-2009 : Pushing Daisies : Charlotte « Chuck » Charles (Anna Friel) (22 épisodes)
- 2008-2009 : The Unit : Commando d'élite : Joss Morgan (Bre Blair) (5 épisodes)
- 2010-2013 : Pretty Little Liars : Meredith Sorenson (Amanda Schull) (7 épisodes)
- 2011 : Bored to Death : Emily (Halley Feiffer) (saison 3)
- 2011 : Meurtres au paradis : Izzy  Parker (Kate O'Flynn) (saison 11)
- 2011 : DCI Banks : Gerry Siddons (Jade Williams (en)) (saison 1, épisodes 3 et 4)
- 2011-2012 : Les Spécialistes : Investigation scientifique : Eleonore Ravelli (Francesca Valtorta (it))
- 2011-2018 : Amour, Gloire et Beauté : Alison Montgomery (Théodora de Grèce) (88 épisodes)
- 2012 : Inspecteur Lewis : Liv Nash (Nadine Lewington (en)) (saison 6, épisode 1)
- 2012-2013 : Happy Endings : Daphne Wilson (Mary Elizabeth Ellis) (saison 2, épisode 20 et saison 3, épisode 18)
- 2012 / 2014 : The League : Michelle (Ingrid Haas) (saison 4, épisode 7) et Penny (Anna Camp) (saison 6, épisode 7)
- 2013 : Cracked : Caitlyn Borysiuk (Claire Mazerolle) (saison 1, épisode 9)
- 2013-2014 : Anger Management : Monica (Nicole Travolta) (3 épisodes)
- 2013-2014 : The Walking Dead : Clara (Kerry Condon) (saison 4)
- 2013-2016 : The Fall : Annie Bradley (Karen Hassan (en)) (8 épisodes)
- 2014 : True Blood : Amber Mills (Natalie Hall) (saison 7, épisodes 5 à 7)
- 2014 : Reign : Le Destin d'une reine : Lady Barnard (Kathryn Alexandre (en)) (saison 2, épisode 3)
- 2015 : Major Crimes : Lisa Sloan (Galadriel Stineman) (saison 4, épisode 4)
- 2015 : Murder : Rachel Parker (Tayler Robinson) (saison 1, épisode 11) et Sarah (Jeanne Simpson) (saison 2, épisode 3)
- 2015 : Between : Mlle Symonds (Shailene Garnett (en)) (saison 1, épisodes 1 à 4)
- 2015-2016 : Vampire Diaries : Mary Louise (Teressa Liane) (11 épisodes)
- 2015-2017 : Switched : Iris Watkins (Sharon Pierre-Louis (en)) (16 épisodes)
- 2015-2021 : Younger : Lauren Heller (Molly Bernard) (69 épisodes)
- 2016 : La Folle Aventure des Durrell : Nancy (Lizzy Watts) (saison 1)
- 2016 : Vinyl : Moira Yankovich (Leslie Kritzer (en)) (épisodes 2 et 6)
- 2016 : Chicago Police Department : Jenny Barcles (Landree Fleming) (saison 4, épisode 4)
- 2016 : Longmire : Asha Wright (Chelsea Kurtz) (saison 5, épisodes 6 à 8)
- 2016 : Jane the Virgin : Angela (Charlyne Yi) (saison 2, épisode 17)
- 2016 : Maigret : Michelle (Leo Hatton) (mini-série)
- 2016 : New Girl : Genevieve (Lucy Punch) (saison 5, épisode 13 et saison 6, épisode 8)
- 2016-2020 : The Ranch : Abby Phillips-Bennett (Elisha Cuthbert) (77 épisodes)
- 2017 : Raven : Paisley (Skyler Day (en)) (saison 1)
- 2017 : Broadchurch : Lindsay Lucas (Becky Brunning) (saison 3, épisode 6)
- 2017 : Rita : Léa adolescente (Sofie Juul Nielsen) (saison 4)
- 2017 : Modern Family : Heather (Christina Jeffs) (saison 9, épisode 10)
- 2017 : American Crime : Sharon (Katierose Donohue) (saison 3, épisode 7)
- 2017 : Chicago Med : Melody Sayers (Ashley Hinshaw) (saison 2, épisode 15)
- 2017 : SEAL Team : Jane Cole (Pell James (en)) (saison 1, épisode 7)
- 2017 : NCIS : Nouvelle-Orléans : l'assistante Jan Schumaker (Leigh Ann Larkin (en)) (saison 4, épisode 10)
- 2017 : Angie Tribeca : Laura Ashley (Kelly Rohrbach) (saison 3, épisode 7)
- 2017-2018 : Poldark : Emma Tregirls (Ciara Charteris (en)) (5 épisodes)
- 2017-2018 : Grace et Frankie : Nadia (Megan Ferguson) (3 épisodes)
- 2017-2022 : Claws : Virginia Loc (Karrueche Tran) (40 épisodes)
- 2017-2023 : La Fabuleuse Madame Maisel : Miriam « Midge » Maisel (Rachel Brosnahan) (43 épisodes)
- 2018 : FBI : Nita Kayali (May Calamawy) (saison 1, épisode 2)
- 2018 : The Innocents : Deborah Hale (Clare Calbraith) (épisode 4)
- 2018 : NCIS : Enquêtes spéciales : Louise Cabrisio (Sara Fletcher) (saison 15, épisode 20)
- 2018 : Ransom : Tess (Emma Sereny) (saison 2, épisode 9)
- 2018 : Just Add Magic : Alyssa (Leah Huebner) (saison 3, épisode 2)
- 2018 : X-Files : Aux frontières du réel : Barbara Beaumont (Fiona Vroom) (saison 11, épisodes 1 et 9)
- 2018-2019 : Better than Us : Marina (Alexandra Oursouliak) (16 épisodes)
- 2018 / 2022 : S.W.A.T. : Sasha (Kerry Knuppe) (saison 2, épisode 9) et Julia (Emmie Nagata) (saison 5, épisode 12)
- 2018-2023 : Barry : Liv (Kat Foster (en)) (saison 1, épisode 3) et l'inspecteur Mae Dunn (Sarah Burns) (13 épisodes)
- 2019 : What/If : Maddie Carter (Allie MacDonald) (mini-série)
- 2019 : Gentleman Jack : Harriet Parkhill (Elle McAlpine) (épisodes 5 et 6)
- 2019 : Fosse/Verdon : Ann Reinking (Margaret Qualley) (5 épisodes)
- 2019 : Poursuis tes rêves : Gloria (Ana Florencia Gutiérrez)
- 2019 : Beverly Hills : BH90210 : elle-même (Tori Spelling) (6 épisodes)
- 2019 : The Passage : Rachel (Elizabeth Alderfer (en)) (épisode 4)
- 2019 : Private Eyes : Raven (Jordan Clark (en)) (saison 3, épisode 7)
- 2019 : Meurtres au paradis : Hannah Wilde (Lisa McGrillis (en)) (saison 8, épisode 8)
- 2019-2020 : 13 Reasons Why : Ani Achola (Grace Saif (en)) (23 épisodes)
- 2019-2020 : Projet Blue Book : Susie Miller (Ksenia Solo) (20 épisodes)
- 2019-2020 : The Politician : McAfee Westbrook (Laura Dreyfuss (en)) (15 épisodes)
- 2020 : Kalifat : Pervin (Gizem Erdogan (sv)) (8 épisodes)
- 2020 : La Meute : Carla Farías (María Gracia Omegna) (8 épisodes)
- 2020 : Dave : Kelsey (Taylor Owen) (saison 1, épisode 8)
- 2020 : Teenage Bounty Hunters : Yolanda Carrion (Shirley Rumierk (en)) (10 épisodes)
- 2020 : Utopia : Colleen (Jeanine Serralles) (saison 1)
- 2020 : High Maintenance : Keesha (Julianna Luna Vasquez) (saison 4, épisode 3)
- 2020 : I May Destroy You : Francine (Natalie Walter (en)) (4 épisodes)
- 2020 : Life (en) : Hannah Taylor (Melissa Johns (en)) (mini-série)
- depuis 2020 : Trying : Nikki (Esther Smith)
- 2021 : Eux : Nat Dixon (Abbie Cobb (en)) (saison 1)
- 2021-2022 : Kevin Can F**k Himself (en) : Patricia « Patty » O'Connor (Mary Hollis Inboden (en)) (16 épisodes)
- 2021-2023 : The Nevers : Désirée Blodgett (Ella Smith (en))
- 2021-2024 : Superman et Loïs : Chrissy Beppo (Sofia Hasmik) (40 épisodes)
- depuis 2021 : Foundation : Azura Odili (Amy Tyger)
- depuis 2021 : Hacks : Ava Daniels (Hannah Einbinder)
- 2022 : Euphoria : Faye (Chloe Cherry (en)) (saison 2)
- 2022 : All American : Sabine (JoJo) (saison 4)
- 2022 : Dirty Lines (nl) : Nina Peters (Laura Bakker)
- 2022 : La Nuit où Laurier Gaudreault s'est réveillé : Karine (Guenièvre Sandré) (mini-série)
- 2022-2025 : 1923 : Alexandra (Julia Schlaepfer (en)) (15 épisodes)
- depuis 2022 : Ola cherche sa voie : Ola (Hend Sabri)
- depuis 2022 : La Petite Ferme enchantée : Jenna (Cicely Giddings)
- 2023 : La Petite Fille sous la neige : l'inspectrice Belén Millán (Aixa Villagrán) (mini-série)
- 2023 : Wellmania : Olivia « Liv » Healy (Celeste Barber)
- 2023 : La Traque dans le sang (en) : Kang Tae-yeong (Park Ye-ni)
- 2023 : Deadloch : Eddie Redcliffe (Madeleine Sami)
- 2023 : Sous la neige (de) : Lucia Salinger (Brigitte Hobmeier (de))
- 2023 : True Lies : Quinn (Vanessa Lengies)
- 2023 : A Million Little Things : Claire Fisher (Johanna Braddy) (saison 5)
- 2023 : Twisted Metal : Bloody Mary (Chloe Fineman)
- 2024 : Les Aventures imaginaires de Dick Turpin : Nicholas « Nell » Brazier (Ellie White)
- 2024 : Bandits, bandits : la reine Sak K'uk (Génesis Mancheren Ab'äj)
- 2024 : Skeleton Crew : Pokkit (Kelly Macdonald)
- 2024 : Pour seul bagage (en) : Kang Yoon-ah (Joo Min-kyung (en)) (mini-série)
- 2024 : Dune: Prophecy : Sœur Nazir (Karima McAdams)
- 2025 : The Studio : Gabby (Lisa Gilroy (en)) (saison 1, épisode 9)
- 2025 : Tracker : Sonia (Ivana Rojas) (saison 2, épisode 17)

#### Émission
- 2021 : Friends : Les Retrouvailles : elle-même (Lady Gaga)

#### Séries d'animation
- 1997 : Superman, l'Ange de Metropolis : Amy (épisodes 37 et 38)
- 1998[n 3] : Flint le détective : Sara et Jillian
- 1999 : Batman, la relève : Chelsea Cunningham (voix principale), Ro Rowen et Aquagirl
- depuis 2000 : Les Griffin : voix additionnelles
- 2001-2008 : Totally Spies! : Mindy, Candy Sweet, Britney (1re voix), Shirley (2e voix)
- 2002-2006 : Angelina Ballerina : Angelina Ballerina
- 2003[n 4] : Charlotte aux fraises : Fleur d'oranger
- 2003 : Kim Possible : Yori (1re voix)
- 2003 : Mon Ami Marsupilami : Amanda Dujardin (création de voix)
- 2003-2004 : Moi Willy, fils de rock star : Serenity et voix additionnelles
- 2003-2006 : Teen Titans : Blackfire
- 2004-2005 : Dave le barbare : Dinky
- 2004-2008 : Les Bons Conseils de Célestin : la mère de Lucas (création de voix)
- 2004-2009 : Foster, la maison des amis imaginaires : Goo
- 2005-2007 : Batman : Poison Ivy, Harley Quinn, Moira (saison 4, épisode 7), Blaise (saison 5, épisode 4) et Smoke (saison 5, épisode 5)
- 2005-2007 : Juniper Lee : Melissa
- depuis 2006 : American Dad! : Hayley Smith (en)
- 2007-2015 : Phinéas et Ferb : Stacy
- 2008 : Star Wars: The Clone Wars : l'ambassadrice de Séparatistes
- 2009-2010 : Ben 10: Alien Force : Helen (2e voix), la mère de Kevin et Myaxx
- 2010 : Le Petit Prince : Euphonie (La Planète de la Musique)
- 2010 : Le Twisté Twisté Show : Flouncie
- 2010-2011 : Batman : L'Alliance des héros : Poison Ivy, Elasti-Girl, une jeune femme (saison 2, épisode 16) et Ma Murder (saison 2, épisode 18)
- 2010-2015 : Les Dalton : Miss Betty (création de voix)
- 2011 : SpieZ ! Nouvelle Génération : Karen Clark (voix de remplacement, épisodes 48 et 51)
- 2012-2022 : La Ligue des justiciers : Nouvelle Génération : Zatanna[n 5], Dr Serling Roquette[n 6], Poison Ivy[n 7], Iris West-Allen, Dreamer, Marie Logan et Isis
- 2013-2025 : Teen Titans Go! : Blackfire
- 2014 : Ben 10: Omniverse : Helen
- 2016 : Le Show de M. Peabody et Sherman : Annie Oakley (saison 2, épisodes 7 et 8)
- 2017-2018 : La Ligue des justiciers : Action : Poison Ivy
- 2017-2020 : Top Wing : Toutes ailes dehors ! : voix additionnelles
- 2018-2020 : She-Ra et les princesses au pouvoir : Entrapta, Siréna et Lonnie
- 2019 : Rilakkuma et Kaoru : Sayu
- 2019 : Tom-Tom et Nana : Mme Mochu (création de voix)
- 2020 : La Bande à Picsou : Pepper (saison 3, épisode 8)
- 2021-2024 : Monstres et Cie : Au travail : Val Little
- depuis 2021 : Idéfix et les Irréductibles : Baratine
- depuis 2021 : Charlotte aux fraises : À la conquête de la grande ville : Mimi Citron
- 2022 : Angry Birds: Un été déjanté (en) : voix additionnelles
- 2023 : The Legendary Hero Is Dead! (en) : Yuna
- 2023 : Kiff : Terry, Agnes et Rhonda
- 2023 : Invincible : Betsy[n 8]
- 2023 : Blue Eye Samurai : Akemi[n 9]
- 2023-2024 : Véra : Véra Dinkley[n 10]
- 2023-2024 : Zig et Sharko : Marina (saison 4) (onomatopées)
- depuis 2023 : My Adventures with Superman : Vicki Vale
- 2024 : Le (2e) Meilleur Hôpital de la Galaxie : Dr Sleech[n 11]
- 2024 : Exploding Kittens (en) : Chatan et Karen
- 2024 : Alex Player : Seven (création de voix)
- 2024 : Rêves Productions (en) : Jean Dewberry[n 12] (mini-série)
- 2025 : Gagné ou Perdu (en) : Vanessa[n 13] (mini-série)

### Web série
- Allison Mack : Marlise dans Riese: Kingdom Falling

### Jeux vidéo
- 2007 : Elsword (en) : Aisha
- 2009 : Assassin's Creed II : Rebecca Crane
- 2009 : The Lapins Crétins : La Grosse Aventure : voix additionnelles
- 2009 : Cars: Race-O-Rama : Candice
- 2010 : Assassin's Creed: Brotherhood : Rebecca Crane
- 2011 : Assassin's Creed: Revelations : Rebecca Crane
- 2011 : Need for Speed: The Run : Sam Harper
- 2011 : The Elder Scrolls V: Skyrim : plusieurs femmes nordiques dont Mjoll la Lionne, Lynly Chantétoile, barde à l'auberge de Vilemyr dans la ville de Fort-Ivar, Danica Pure-Source, prêtresse de Kynareth au temple de Blancherive et Katria, aventurière fantôme dans les ruines naines de Arkngthamz (Dawnguard).
- 2013 : Dead Rising 3 : Annie/Katey Greene
- 2014 : Dragon Age: Inquisition : Minæve
- 2015 : Assassin's Creed Syndicate : Rebecca Crane
- 2015 : Mortal Kombat X : Tanya
- 2015 : Call of Duty: Black Ops III : Sarah Hall
- 2015 : Star Wars Battlefront : voix additionnelles
- 2016 : Fallout 4 (DLC Far Harbor) : Chase
- 2016 : Final Fantasy XV : Cindy Aurum
- 2016 : Watch Dogs 2 : voix additionnelles
- 2017 : Need for Speed Payback : voix additionnelles
- 2017 : Star Wars Battlefront II : voix additionnelles
- 2019 : Borderlands 3 : Vic
- 2020 : Assassin's Creed Valhalla : Rebecca Crane
- 2024 : Suicide Squad: Kill the Justice League : ?

## Théâtre
- 2005 et 2006 : Swift, spectacle musical, avec Christophe Lemoine et Adrien Antoine au théâtre Les Déchargeurs (2005) et à l'Espace La Comedia (Paris)  (2006) [14]
- 2007 : La Sœur de Mozart de Loïc Pichon, mis en scène par Loïc Pichon, avec Loïc Pichon au théâtre Le Ranelagh (Paris) [15]